# Европско првенство у атлетици у дворани 1975 — 60 метара препоне за жене
Такмичење у дисциплини трчања на 60 метара са препонама у женској конкуренцији на 6. Европском првенству у атлетици у дворани 1975. године одржано је у Спортско-забавној дворани Сподек у Катовицама, (Пољска).
Титуле европске првакиње освојену на Европском првенству у дворани 1974. у Гетеборгу бранила је Анарозе Фидлер из Источне Немачке.

## Земље учеснице
Учествовало је 12 атлетичарки из 8. земаља.
1. Белгија (1)
2. Западна Немачка (1)
3. Источна Немачка (2)
4. Пољска (3)
5. Совјетски Савез (2)
6. Француска (1)
7. Холандија (1)
8. Швајцарска (1)

## Рекорди
| Рекорди пре почетка Европског првенства у дворани 1975.     | Рекорди пре почетка Европског првенства у дворани 1975. | Рекорди пре почетка Европског првенства у дворани 1975. | Рекорди пре почетка Европског првенства у дворани 1975. | Рекорди пре почетка Европског првенства у дворани 1975. | Рекорди пре почетка Европског првенства у дворани 1975. |
| ----------------------------------------------------------- | ------------------------------------------------------- | ------------------------------------------------------- | ------------------------------------------------------- | ------------------------------------------------------- | ------------------------------------------------------- |
| Светски рекорд                                              | Анелизе Ерхарт                                          | Источна Немачка                                         | 7,90                                                    | Гетеборг, Шведска                                       | 9. март 1974.                                           |
| Европски рекорд                                             | Анелизе Ерхарт                                          | Источна Немачка                                         | 7,90                                                    | Гетеборг, Шведска                                       | 9. март 1974.                                           |
| Рекорди европских првенстава                                | Анелизе Ерхарт                                          | Источна Немачка                                         | 7,90                                                    | Гетеборг, Шведска                                       | 9. март 1974.                                           |
| Рекорди после завршеног Европског првенства у дворани 1977- |                                                         |                                                         |                                                         |                                                         |                                                         |
| Нових рекорда није било.                                    |                                                         |                                                         |                                                         |                                                         |                                                         |

## Освајачи медаља
|                        |                                |                                     |
| Гражина Рабштин Пољска | Анелизе Ерхарт Источна Немачка | Татјана Анисимова Совјетски Савез\| |

## Резултати
У ово дисциплини су одржане две трке у два нивоа: квалификације и финале. Цело такмичење одржано је 9. марта.

### Квалификације
У квалификацијама такмичарке су били подељени у две групе: по 6 такмичарки. У финале су се квалификовале по две првопласиране из сваке групе (КВ) и две  на основу постигнутог резултата  (кв)
| Позиција | Група | Атлетичарка             | Националност    | Време | Белешка |
| -------- | ----- | ----------------------- | --------------- | ----- | ------- |
| 1.       | 1     | Гражина Рабштин         | Пољска          | 8,06  | КВ      |
| 2.       | 2     | Анелизе Ерхарт          | Источна Немачка | 8,16  | КВ      |
| 3.       | 1     | Татјана Анисимова       | Совјетски Савез | 8,20  | КВ      |
| 4.       | 1     | Мета Антенен            | Швајцарска      | 8,22  | кв      |
| 5.       | 1     | Анарозе Фидлер          | Источна Немачка | 8,24  | кв      |
| 6.       | 2     | Татјана Ворокхопко      | Совјетски Савез | 8,25  | КВ      |
| 7.       | 1     | Силвија Кавел           | Западна Немачка | 8,30  |         |
| 8.       | 2     | Тереза Новак            | Пољска          | 8,32  |         |
| 9.       | 2     | Тереза Сукњевич-Клајбер | Пољска          | 8,41  |         |
| 10.      | 1     | Шантал Рега             | Француска       | 8,50  |         |
| 11.      | 2     | Мике ван Висен−Стерк    | Холандија       | 8,54  |         |
| 12.      | 2     | Пенка Бонева            | Бугарска        | 8,55  |         |

### Финале
| Пласман | Атлетичарка        | Земља           | Резултат | Белешка |
| ------- | ------------------ | --------------- | -------- | ------- |
|         | Гражина Рабштин    | Пољска          | 8,04     |         |
|         | Анелизе Ерхарт     | Источна Немачка | 8,12     |         |
|         | Татјана Анисимова  | Совјетски Савез | 8,21     |         |
| 4.      | Анарозе Фидлер     | Источна Немачка | 8,25     |         |
| 5.      | Татјана Ворохкопко | Совјетски Савез | 8,40     |         |
| 6.      | Мета Антенен       | Швајцарска      | 8,60     |         |

## Укупни биланс медаља у трци на 60 (50) метара са препонама за жене после 6. Европског првенства на отвореном 1970—1975.
|    | Земља            |    |    |    |    |
| -- | ---------------- | -- | -- | -- | -- |
| 1. | Источна Немачка* | 5* | 1  | 0  | 6  |
| 2. | Пољска**         | 1  | 3* | 4* | 6  |
| 3. | СССР             | 0  | 1  | 1  | 2  |
| 4. | Румунија         | 0  | 1  | 0  | 1  |
| 5. | Швајцарска       | 0  | 0  | 1  | 1  |
|    | Укупно {5}       | 6  | 6  | 6  | 18 |

|    | Атлетичар         | Земља           |    |    |   |   |
| -- | ----------------- | --------------- | -- | -- | - | - |
| 1. | Анелизе Ерхарт    | Источна Немачка | 2* | 2  | 0 | 4 |
| 2. | Карин Балцер      | Источна Немачка | 2  | 0  | 0 | 2 |
| 3. | Гражина Рабштин   | Пољска          | 1  | 1* | 1 | 3 |
| 4. | Тереза Сукљњевић* | Пољска          | 0  | 1* | 2 | 3 |

Екипе и такмичарке обележене звездицом освојиле су по једну медаљу у дисциплини на 50 метара 1972.